# Marie-Louise Eta
Marie-Louise Eta (geborene Bagehorn; * 7. Juli 1991 in Dresden) ist eine ehemalige deutsche Fußballspielerin und derzeitige -trainerin. 2023 wurde Eta die erste Co-Trainerin in der Geschichte der Bundesliga und der Champions League.

## Karriere als Spielerin

### Vereine
Marie-Louise Eta begann ihre fußballerische Laufbahn mit sechs Jahren beim FV Dresden 06. Im Alter von elf Jahren wechselte sie zum 1. FFC Fortuna Dresden-Rähnitz, mit dem sie unter anderem Bezirksmeisterin und Bezirkspokalsiegerin der D-Juniorinnen wurde sowie den dritten Platz im Weltfinale des „Fox Kids Cups“ 2003 in Rotterdam belegte. Seit der fünften Klasse besuchte sie das Sportgymnasium Dresden.
Aufgrund ihres herausragenden Talents wechselte sie im Januar 2005 im Alter von 13 Jahren zum 1. FFC Turbine Potsdam und besuchte seitdem die Sportschule in Potsdam. Im Juni 2005 wurde sie, obwohl selbst noch C-Juniorin, mit den B-Juniorinnen des 1. FFC Turbine Potsdam Deutscher Meister. In den Jahren 2006 (wobei sie das 2:0 erzielte) und 2008 (hier bereitete sie das 2:0 vor) wurde sie wiederum Deutsche Meisterin mit den B-Juniorinnen des 1. FFC Turbine Potsdam.
Zur Saison 2008/09 schaffte sie den Aufstieg in die erste Mannschaft, nachdem sie in der Spielzeit 2007/08 bereits zum Kader der zweiten Mannschaft gehört hatte. Am zweiten Spieltag (14. September 2008) spielte sie erstmals in der Startelf über 90 Minuten und war auch in den folgenden fünf Begegnungen in der Stammformation. Am 24. Januar 2009 gewann sie mit ihrer Mannschaft den DFB-Hallenpokal. Am 15. März 2009 (15. Spieltag) erzielte sie vor 744 Zuschauern im heimischen Karl-Liebknecht-Stadion beim 3:1-Sieg gegen den Hamburger SV mit dem Treffer zum zwischenzeitlichen 1:0 in der 58. Minute ihr erstes Bundesligator. Eta verzeichnete mit Potsdam viele Erfolge: Sie gewann unter anderem die Champions League 2010, die deutsche Meisterschaft 2009, 2010 und 2011 sowie den DFB-Hallenpokal 2009 und 2010.
Zum 1. Juli 2011 wechselte sie zum Hamburger SV, wo sie zunächst für zwei Jahre in der ersten Mannschaft spielen sollte. Nach dem Rückzug des HSV aus der Frauen-Bundesliga schloss sich Eta am 12. Juni 2012 dem Zweitligisten BV Cloppenburg an. Dieser stieg als Staffelsieger Nord 2013 in die Bundesliga auf. In dieser debütierte Eta auch für den BV Cloppenburg am 8. September 2013 (1. Spieltag) beim 3:3-Unentschieden im Auswärtsspiel gegen die SGS Essen. Als Tabellenvorletzter stieg Cloppenburg nach nur einer Saison aus der Bundesliga ab, woraufhin Eta den Verein verließ und im Juli 2014 ihren Wechsel zu Zweitligist Werder Bremen bekannt gab. Zum Ende der Saison 2017/18 beendete sie im Alter von 26 Jahren ihre aktive Karriere.

### Nationalmannschaft
Im September und November 2005 nahm Eta an Sichtungslehrgängen des DFB teil, aus denen sowohl der Kader der U-15 wurde als auch Teile des Kaders der U-17 noch berufen werden. Auf internationaler Ebene gewann sie mit der U-17-Nationalmannschaft die Europameisterschaft 2008. Mit der Begründung von der UEFA, „Sie arbeitete unermüdlich vor der Abwehr, doch nebenbei fand sie noch Zeit, sich ins Angriffsspiel einzuschalten“, wurde sie nach dem Turnier in das „UEFA All-Star Team“ berufen.
Von Auswahltrainer Ralf Peter wurde sie auch in das Aufgebot für die U-17-Weltmeisterschaft 2008 in Neuseeland berufen. Am 16. November 2008 gewann sie mit der U-17-Nationalmannschaft mit dem 3:0 gegen England bei der erstmals ausgetragenen U-17-Weltmeisterschaft in Neuseeland die Bronzemedaille. Mit der deutschen U-19-Nationalmannschaft nahm sie im Mai 2010 an der Europameisterschaft teil und erreichte das Halbfinale. Kurz darauf gehörte sie zum deutschen Kader für die U-20-Weltmeisterschaft im eigenen Land, wo sie in der Vorrunde zu einem Einsatz kam und mit der Mannschaft den Weltmeistertitel errang. Von 2010 bis 2012 bestritt sie zwei Partien für die U-23-Nationalmannschaft.

## Karriere als Trainerin
Nach ihrem Karriereende blieb Eta beim SV Werder Bremen und wurde zur Saison 2018/19 im Nachwuchsleistungszentrum (NLZ) Cheftrainerin der D1-Junioren (U13). Zur Saison 2019/20 behielt sie ihre Mannschaft, die fortan die C2-Junioren (U14) waren. In der Saison 2020/21 blieb sie U14-Trainerin und betreute somit einen neuen Jahrgang.
Seit November 2019 war Eta zudem nebenamtlich für den DFB tätig, zunächst als Co-Trainerin von Michael Urbansky bei den U19-Juniorinnen, anschließend als Co-Trainerin von Bettina Wiegmann bei den U15-Juniorinnen. Ab der Saison 2021/22 wurde sie hauptamtliche Assistentin von Wiegmann der U15, einigte sich aber mit Werder Bremen auf eine nebenamtliche Tätigkeit als Co-Trainerin von Markus Fila bei den C1-Junioren (U15).
Im Sommer 2022 verließ Eta, die am Jahresbeginn die Ausbildung zur Pro Lizenz begonnen hatte, den Verein endgültig. Zudem wurde sie beim DFB Co-Trainerin von Sabine Loderer bei den U17-Juniorinnen.
Im Frühjahr 2023 erhielt Eta die Pro-Lizenz. Daraufhin wechselte sie zur Saison 2023/24 in das NLZ des 1. FC Union Berlin und wurde Co-Trainerin von Marco Grote bei den A-Junioren (U19), die in der A-Junioren-Bundesliga Nord/Nordost spielen. Während der Länderspielpause im November 2023 übernahmen sie gemeinsam interimsweise die Profimannschaft, da sich der Verein vom Cheftrainer Urs Fischer und dessen langjährigem Assistenten Markus Hoffmann getrennt hatte. Zudem nahm sich der weitere Co-Trainer Sebastian Bönig aus persönlichen Gründen eine Auszeit. Damit wurde Eta zur ersten Co-Trainerin der Bundesligageschichte. Anschließend wurde Nenad Bjelica als neuer Cheftrainer verpflichtet, der seinen Assistenten Danijel Jumić mitbrachte. Eta sollte bis zur Rückkehr von Bönig weiterhin im Trainerstab verbleiben. In der Folge wurde sie auch zur ersten Co-Trainerin in der Champions League. Im Januar 2024 wurde mit Nino Bule ein weiterer Co-Trainer eingestellt. Da die Unioner in akute Abstiegsgefahr gerieten, trennte sich der Verein Anfang Mai 2024 zwei Spieltage vor dem Saisonende wieder von Bjelica, Jumić und Bule. Marco Grote wurde erneut Interimstrainer, zudem kehrte Sebastian Bönig neben Eta als Co-Trainer in den Stab zurück. Das Trainerteam erreichte letztendlich den Klassenerhalt.
Anschließend wurde Bo Svensson als neuer Cheftrainer verpflichtet. Eta kehrte daher gemeinsam mit Grote vor der Saison 2024/25 in alter Konstellation zur U19 zurück, die fortan in der neuen U19-DFB-Nachwuchsliga spielte.

## Titel
Im Verein
- Champions-League-Siegerin: 2010
- Deutsche Meisterin (3): 2009, 2010, 2011
- DFB-Hallenpokalsiegerin (2): 2009, 2010
- Deutsche U17-Meisterin (3): 2005, 2006, 2008

In der Nationalmannschaft
- U20-Weltmeisterin: 2010
- U17-Europameisterin: 2008

Individuell
- Berufung ins UEFA-Allstar-Team bei der U-17-Europameisterschaft 2008

## Privates
2014 heiratete sie Benjamin Eta, der als Spieler und Trainer im hohen Amateurbereich aktiv war bzw. ist. Dieser vertrat sie seit 2012 als Spielerberater mit seiner Beraterfirma Schehr & Eta sports agency.